# Gotlands län
Gotlands län (provincie Gotland) is een provincie (län) van Zweden, die bestaat uit het Oostzee-eiland Gotland en de omliggende kleine eilanden. 
Met een oppervlakte van 3140 km² is het, op Blekinge län na, de kleinste provincie van Zweden: het beslaat 0,8% van de totale oppervlakte van het land. Met 61.031 inwoners (september 2021) is het qua inwonertal veruit de kleinste. Van elke tien inwoners wonen er vier in de hoofdstad Visby. In 2020 had Visby 24.942 inwoners.

## Bestuur

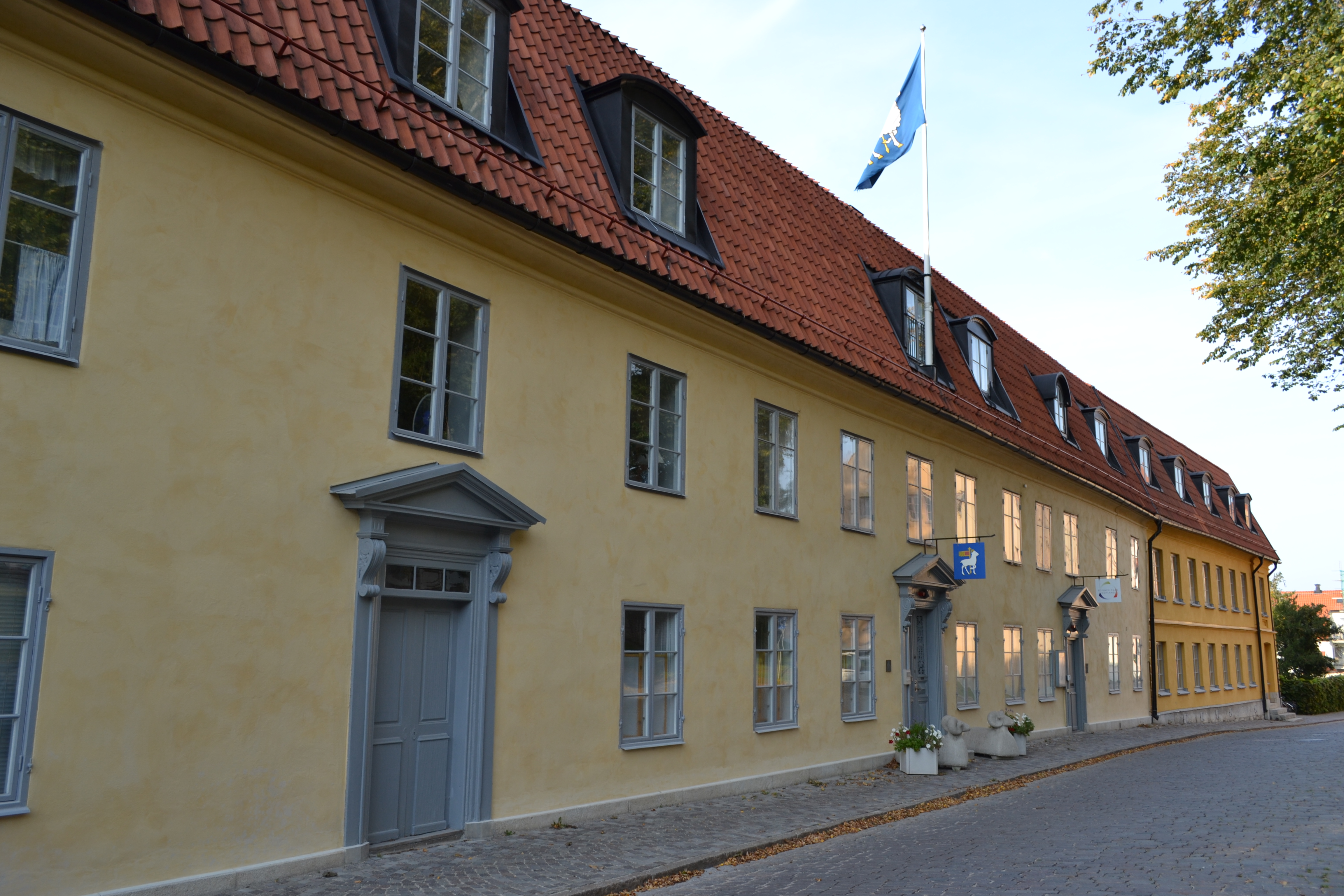
De residentie van de landshövding in Visby

Gotlands län verschilt van de andere Zweedse provincies omdat provincie en gemeente samenvallen. De provincie heeft daarom geen apart eigen bestuur: het gemeentebestuur functioneert als zodanig. Binnen de provincie vertegenwoordigt de landshövding de landelijke overheid. Deze heeft een eigen ambtelijk apparaat, de länsstyrelse.
De vertegenwoordiger van de rijksoverheid in Gotlands län is sinds juni 2019 Anders Flanking.

## Omringende eilanden
Gotland is veruit het grootste eiland van Zweden; van de omliggende eilanden zijn  Fårö, Stora Karlsö, Lilla Karlsö en Gotska Sandön het belangrijkst. Daarvan heeft Fårö een oppervlakte van 114 km², de andere drie samen hebben 7,5 km² aan landoppervlak. Gezamenlijk maken deze vier eilandjes 4% van het landoppervlak van Gotlands län uit. 
Van deze vier heeft alleen Fårö een noemenswaardige bevolking: 498 personen per eind 2014; op de andere eilanden wonen hooguit mensen die daar werken, bijvoorbeeld in natuurbeheer of horeca.